# Søndre Kirkegård (Aalborg)
Søndre Kirkegård i Aalborg blev anlagt i 1928-1930, men blev først indviet i 1940 efter krav fra den tyske besættelsesmagt.
Kirkegården rummer særligt grave fra personer, der har levet i den sydlige del af Aalborg og Hasseris.
Efter 2. Verdenskrig blev tyske flygtninge begravet her. Kirkegården indeholder et særligt afsnit for tyske flygtninge.
Kapellet er tegnet af arkitekt K.W. Orland og opført i 1933. Kapellet er udvendig beklædt med granitkvadre og på østgavlen over hovedindgangen er indhugget en engel, udført af billedhugger Frantz Viggo Hansen.

## Kendte personer begravet på Søndre Kirkegård
- Jacob Blegvad
- Axel Boeck-Hansen
- Erik Bruun de Neergaard
- Jakob Nielsen (skuespiller)
- Carlo Odgaard
- Palle Reenberg
- Ib Stetter
- Leo Thellefsen
- Tonny Aabo
- G. Julius Christiansen Sr. (Brøndborer)